# Ho capito che ti amo/Io lo so già
Ho capito che ti amo/Io lo so già è un 45 giri di Luigi Tenco pubblicato in Italia nel 1964.

## Descrizione
Entrambi i brani l'anno successivo entrambi i brani furono inseriti nell'album Luigi Tenco del 1965.
A ottobre 1964 Wilma Goich pubblicò con la Dischi Ricordi una cover del brano Ho capito che ti amo nel 45 giri Ho capito che ti amo/Era troppo bello. Della canzone ne fu incisa una versione in giapponese cantata da Yukari Itō. Il secondo brano, Io lo so già, pur essendo il lato B, venne presentata in televisione nel programma Chi canta per amore e chi per... La versione del brano differisce da quella successiva dell'album, che venne arrangiata da Alberto Baldan Bembo

## Tracce
1. Ho capito che ti amo – 2:30
2. Io lo so già – 2:40